# Tsar
Per la regió armènia i melikat del Karabakh (Artsakh) vegeu Tsar (Vaikunik)
La paraula tsar és un mot rus que deriva de la paraula llatina Caesar (cèsar) i prové de l'Antic eslau "ц︢рь" (normalment escrita amb circumflex, o "цар", "царь"), i que també es translitera com a Czar o Tzar en altres llengües d'alfabet llatí. Significa "rei" o "emperador" i fou utilitzada en primer lloc per a designar els reis dels búlgars. El primer monarca d'aquest país en adoptar el títol de tsar hauria estat Simeó I el Gran, després de les seves victòries sobre l'Imperi Romà d'Orient a principis del segle x. Els seus successors s'intitularen de la mateixa manera fins a l'ocupació de l'imperi búlgar per part de l'Imperi Otomà, el 1396. Després que Bulgària s'alliberés dels otomans el 1878, els nous monarques recuperaren el títol de tsar que usaren de 1908 a 1946.
Posteriorment, al segle xiv, els sobirans de Sèrbia adoptaren també el tractament de tsar.
El títol de tsar ha estat popularitzat sobretot d'ençà que fou utilitzat per designar els emperadors de Rússia. El primer príncep rus en adoptar la distinció de tsar fou Ivan III (1462-1505). No obstant això, Pere I l'abandonà el 1721 per recuperar el vell títol d'emperador, raó per la qual, en sentit estricte, aquest seria l'últim dels tsars. Tanmateix, hom fa extensiva la consideració de tsar a la resta de sobirans russos fins a arribar a Nicolau II, que fou destronat i assassinat durant la Revolució russa de 1917.
El tsarisme va ser la forma de govern que primer va adoptar el principat de Moscou, i després Rússia (anomenada així des del regnat del Pere I de Rússia). Els tsars es proclamaven "autòcrates", és a dir, amos de tot el poder polític i econòmic, i protectors de la religió ortodoxa russa.

## Tsars de Rússia
El títol de tsar fou adoptat per primera vegada per Ivan IV com a símbol del canvi de naturalesa de la monarquia russa el 1547.
El 1721, Pere I va adoptar el títol d'Emperador (Imperator, ja que els russos se sentien hereus de l'Imperi Romà d'Orient) que des de llavors va ser l'oficial, tot i que es va seguir utilitzant la forma de Tsar.
L'extensió de l'Imperi rus va portar a l'emperador a crear altres títols de tsar que va usar amb el títol d'emperador:
- Es va proclamar de Tsar de Kazan, com a hereu del Kanat de Kazan, cristianitzat el títol islàmic.
- Un altre títol secundari de l'emperador va ser el de Tsar de Sibèria, encara que mai existís tal regne abans (encara que va existir un kanat de Sibèria d'importància secundària).
- Es va crear el regne vassall de Geòrgia, on l'antiga família reial, ara sotmesa a l'emperador, va seguir governant com a tsars.
- Entre juny de 1815 i el 5 de novembre de 1916, l'emperador va governar també sobre una part de Polònia, que nominalment va ser un regne a part. Encara que l'emperador es declarava Tsar del territori, també va usar la fórmula Król o Rei d'acord amb la tradició del país.

### Títol complet dels monarques russos

Escut d'armes de l'Imperi Rus

El títol complet dels emperadors russos era "Божию Милостию, Император и Самодержец Всероссийский" (Bójiu Mílostiu, Imperàtor i Samodérjets Vserossiski) ("Per la Gràcia del Senyor, Emperador i Autòcrata de Tota Rússia").
A aquesta forma li seguien la llista de territoris regits pels tsars, que la Constitució del 23 abril 1906 definia així:
Божію Поспѣшествующею Милостію МЫ, НИКОЛАЙ ВТОРЫЙ ИМПЕРАТОРЪ и САМОДЕРЖЕЦЪ ВСЕРОССІЙСКІЙ
Московский, Кіевскій, Владимірскій, Новгородскій,
Царь Казанскій, Царь Астраханскій, Царь Польскій, Царь Сибирскій, Царь Херсониса Таврическаго, Царь Грузинскій,
Государь Псковскій, и
Великій Князь Смоленскій, Литовскій, Волынскій, Подольскій и Финляндскій;
Князь Эстляндскій, Лифляндскій, Курляндскій и Семигальскій, Самогитскій, Бѣлостокский, Корельскій,
Тверскій, Югорскій, Пермскій, Вятскій, Болгарскій и иныхъ;
Государь и Великій Князь Новагорода низовскія земли, Черниговскій, Рязанскій, Полотскій,
Ростовскій, Ярославскій, Бѣлозерскій, Удорскій, Обдорскій, Кондійскій, Витебскій, Мстиславскій и
всея Сѣверныя страны Повелитель; и
Государь Иверскія, Карталинскія и Кабардинскія земли и области Арменскія;
Черкасскихъ и Горскихъ Князей и иныхъ Наслѣдный Государь и Обладатель;
Государь Туркестанскій;
Наслѣдникъ Норвежскій,
Герцогъ Шлезвигъ-Голстинскій, Стормарнскій, Дитмарсенскій и Ольденбургскій, и прочая, и прочая, и прочая.
Que traduït és: «El títol de la seva majestat és el següent: Ens, ------, per la gràcia de Déu, Emperador i autòcrata de totes les Rússies, de Moscou, Kíev, Vladímir, Novgorod, tsar de Kazan, tsar d'Astracan, Tsar de Polònia, Tsar de Sibèria, Tsar del Quersonès Tàuric, tsar de Geòrgia, Senyor de Pskov, i Gran Duc de Smolensk, Lituània, Volhynia, Podolia, i Finlàndia, Príncep d'Estònia, Livònia, Curlàndia i Semigalia, Samogitia, Białystok, Carèlia, Tver, Yugra, Perm, Viatka, Bulgària, i altres territoris; Senyor i Gran Duc de Nijni Nóvgorod, Txernihiv; Regent de Riazan, Polotsk, Rostov, Yaroslavl, Belozero, Udoria, Obdoria, KONDIA, Vitebsk, Mstislav, i altres territoris del nord, Regent de Iveria, Kartalinia, i les terres de Kabardino i Armènia; Regent i Senyor hereditari dels circassians i altres; Senyor de Turquestan, Hereu de Noruega, Duc de Schleswig-Holstein, Stormarn, Dithmarschen, Oldemburg, i així successivament i així successivament i així successivament ».

## Tsarévitx i tsarevna
Els fills hereus del tsar s'anomenen tsarévitx (equivalent a príncep) per al sexe masculí i tsarevna (princesa) per al sexe femení.

## Llista delsTsars de Rússia

### Prínceps de Moscou i Grans Prínceps (1283-1547)
- Daniel (1283-1303)
- Iuri (1303-1325)
- Ivan I (1325-1341)
- Simeó (1341-1353)
- Ivan II (1353-1359)
- Demetri (1359-1389)
- Basili I (1389-1425)
- Basili II (1425-1462)
- Ivan III (el Gran) (1462-1505) - primer sobirà de tota Rússia
- Basili III (1505-1533)
- Ivan IV (1533-1547)

### Tsars de Rússia (1547-1721)
- Ivan IV (el Terrible) (1547-1584)
- Simeon Bekbulàtovitx (1574-1576) (tsar fals posat per Ivan)
- Teodor I (1584-1598)
- Borís Godunov (1598-1605)
- Teodor II (1605)
- Demetri II (1605-1606) (tsar fals)
- Basili IV (1606-1610)
- Ladislau IV de Polònia (1610-1613)
- Miquel I (1613-1645) (primer tsar de la dinastia Romànov)
- Aleix de Rússia (tsar de Rússia) (1645-1676)
- Teodor III (1676-1682)
- Ivan V (1682-1696) (regna juntament amb Pere I)
- Pere I (1682-1721) (regna juntament amb Ivan V)

### Emperadors de Rússia (1721-1917)
- Pere I (1721-1725)
- Caterina I (1725-1727)
- Pere II (1727-1730)
- Anna Ivanovna (1730-1740)
- Ivan VI (1740-1741)
- Elisabet (1741-1762)
- Pere III (1762)
- Caterina II (1762-1796)
- Pau I (1796-1801)
- Alexandre I (1801-1825)
- Nicolau I (1825-1855)
- Alexandre II (1855-1881)
- Alexandre III (1881-1894)
- Nicolau II (1894-1917) (darrer tsar de la dinastia Romànov)
- Miquel IV (1917) va abdicar l'endemà